# Hugo Dausend
Hugo Dausend OFM (* 1882 als Johannes Dausend; † 1940) war ein deutscher römisch-katholischer Theologe und Kirchenhistoriker.

## Leben
Dausend trat 1899 in den Franziskanerorden ein. Nach der Priesterweihe 1908 war er von 1910 bis 1912 Mitarbeiter in Quaracchi und studierte von 1914 bis 1918 in München. Von 1919 bis 1921 war er Dozent in Dorsten. 1922 war er Dozent für Kirchenrecht in Merz. Von 1929 bis 1941 war er Dozent für Liturgik und von 1929 bis 1934 Dozent für Kirchenrecht. Nach der Promotion 1936 zum Dr. phil. bei Heinrich Finke in Freiburg im Breisgau war er von 1936 bis 1938 Dozent für Patrologie. Nach der Promotion zum Dr. iur. utr. in Köln war er Herausgeber der Liturgischen Zeitschrift.
Er war Mitglied der katholischen Studentenverbindungen KDStV Aenania München, KDStV Trifels München (als Mitgründer) und KDStV Novesia Bonn im CV.

## Schriften (Auswahl)
- Altchristliche Messfeier. Düsseldorf 1926, OCLC 213514011.
- mit Johannes Walterscheid: Im Heiligtum der Liturgie. Düsseldorf 1929, OCLC 246276919.
- Die Liturgie der Advents- und Weihnachtszeit in Predigten. Paderborn 1932, OCLC 252450981.
- Germanische Frömmigkeit in der kirchlichen Liturgie. Wiesbaden 1936, OCLC 215048498.
- Das interrituelle Recht im Codex Iuris Canonici. Die Bedeutung des Gesetzbuches für die orientalische Kirche. Paderborn 1939.